# لويس غريغوريو راموس
لويس غريغوريو راموس ميسيونيه (بالإسبانية: Luis Gregorio Ramos Misioné، ولد في 15 مايو 1953، لوغو، إسبانيا) رياضي إسباني. يتنافس في رياضة كانو- كاياك (الكانوي)، تخصص في سباق الكاياك (Kayak).
حصل على الميدالية الذهبية في بطولة العالم للكانو كاياك عام 1975.

## إنجازاته

### الألعاب الأولمبية الصيفية
- 1976 مونتريال  كندا:  ميدالية فضية في سباق الكاياك «كي 4» لمسافة 1.000 متر.
- 1980 موسكو  روسيا:  ميدالية برونزية في سباق الكاياك «كي 2» لمسافة 1.000 متر.

### بطولة العالم للكانو كاياك (الكانوي)
- 1975 بلغراد  صربيا:  ميدالية ذهبية في سباق الكاياك «كي 4» لمسافة 1.000 متر.
- 1975 بلغراد  صربيا:  ميدالية برونزية في سباق الكاياك «كي 1» لمسافة 4×500 متر تتابع.
- 1977 صوفيا  بلغاريا:  ميدالية برونزية في سباق الكاياك «كي 4» لمسافة 500 متر.
- 1977 صوفيا  بلغاريا:  ميدالية برونزية في سباق الكاياك «كي 4» لمسافة 1.000 متر.
- 1978 بلغراد  صربيا:  ميدالية فضية في سباق الكاياك «كي 4» لمسافة 500 متر.
- 1978 بلغراد  صربيا:  ميدالية برونزية في سباق الكاياك «كي 4» لمسافة 1.000 متر.
- 1979 دويسبورغ  ألمانيا:  ميدالية برونزية في سباق الكاياك «كي 2» لمسافة 10.000 متر.
- 1982 بلغراد  صربيا:  ميدالية برونزية في سباق الكاياك «كي 2» لمسافة 1.000 متر.